# Loire-sur-Rhône
Loire-sur-Rhône ist eine französische Gemeinde mit 2.736 Einwohnern (Stand: 1. Januar 2022) im Département Rhône in der Region Auvergne-Rhône-Alpes. Loire-sur-Rhône gehört zum Arrondissement Lyon und zum Kanton Mornant (bis 2015: Kanton Condrieu), die Ampuisaits genannt werden.

## Geographie
Loire-sur-Rhône liegt an der Rhône im Regionalen Naturpark Pilat. Umgeben wird Loire-sur-Rhône von den Nachbargemeinden Chasse-sur-Rhône im Norden, Seyssuel im Osten, Saint-Romain-en-Gal im Südosten, Ampuis im Süden, Les Haies im Süden und Südwesten, Échalas im Westen sowie Givors im Nordwesten.
Durch die Gemeinde führt die frühere Route nationale 86 (heutige D386).

## Weblinks

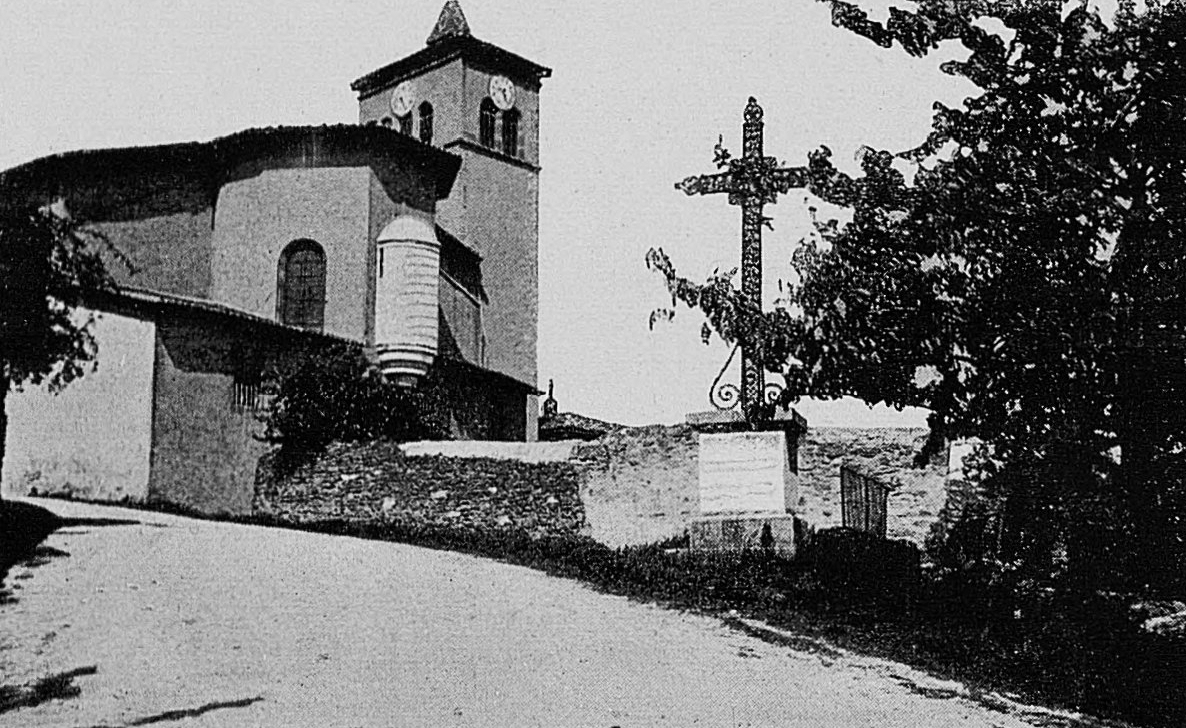
Kirche von Loire-sur-Rhône Anfang des 20. Jahrhunderts

## Bevölkerungsentwicklung
| Jahr                       | 1962 | 1968 | 1975 | 1982 | 1990 | 1999 | 2006 | 2017 |
| Einwohner                  | 1411 | 1950 | 1788 | 1937 | 1927 | 2126 | 2277 | 2559 |
| Quellen: Cassini und INSEE |      |      |      |      |      |      |      |      |

## Sehenswürdigkeiten
- Kirche Notre-Dame-de-l’Assomption